# 贝尔米罗布拉加
贝尔米罗布拉加是巴西米纳斯吉拉斯州的一个市镇。总面积392.319平方公里，总人口3067人，人口密度7.8人/平方公里。